# Ény
Ény (szlovákul Iňa) község Szlovákiában, a Nyitrai kerület Lévai járásában.

## Fekvése
Lévától 15 km-re délnyugatra, a Garammenti dombság északkeleti részén, a Lyska-patak partján fekszik.

## Élővilága

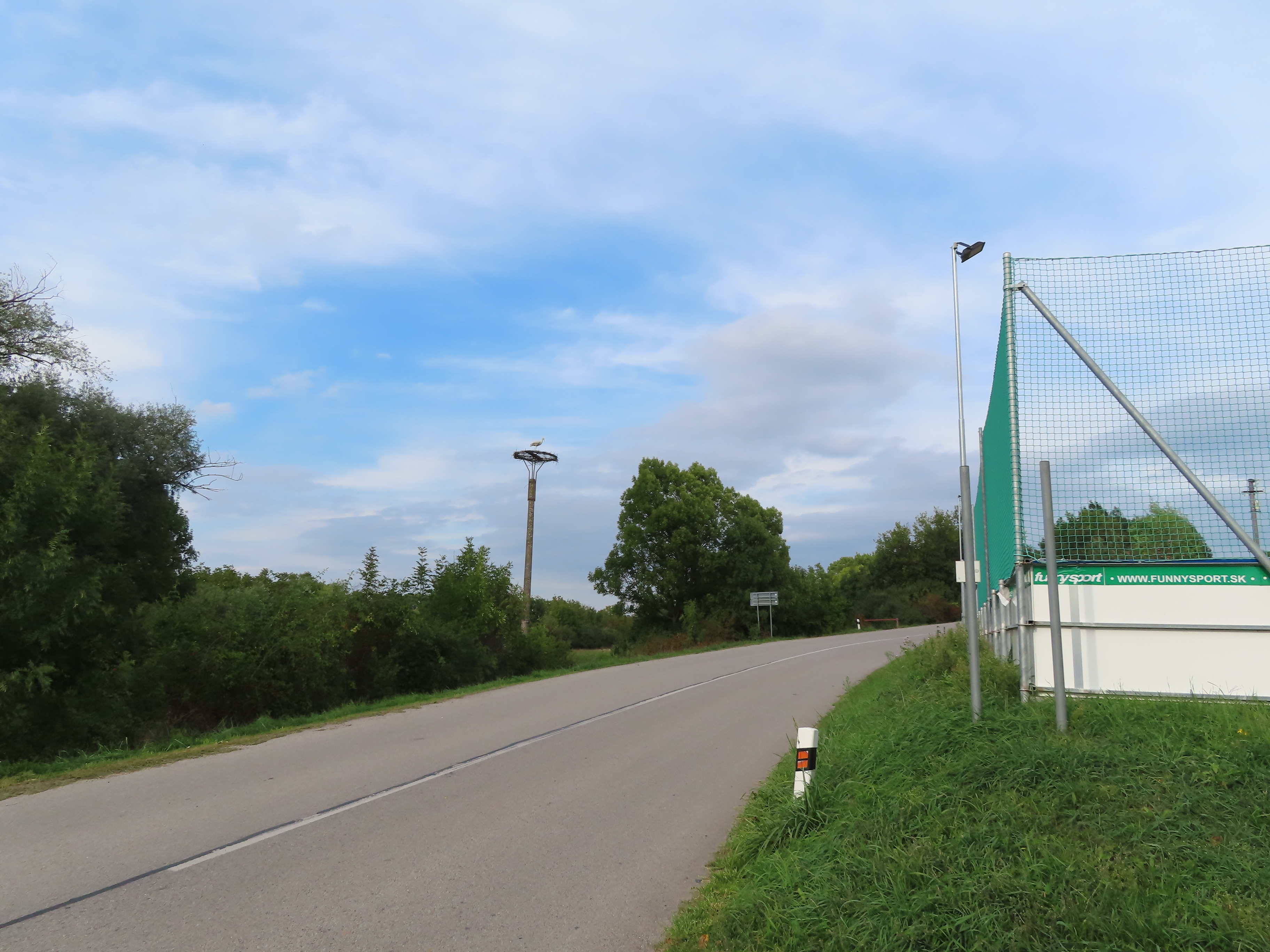

A faluban 2022-ben van gólyafészek alátét, de nem volt használatban.

## Története
1156-ban „Eng” néven említik először, amikor az esztergomi érsek tizedét a káptalannak adja. 1251-ben „En”, 1332-ben „Hem” néven szerepel az írott forrásokban. 1275-ben Bars várának tartozéka volt, később több nemesi családé. Utolsó birtokosai a Balogok és a Majtényiak voltak. 1601-ben 17 ház állt a faluban. 1715-ben mindössze két háztartást számláltak és 1720-ra a falu el is néptelenedett.
A 18. század végén Vályi András így ír róla: „INY. Elegyes falu Bars Várm. földes Urai több Urak, lakosai katolikusok, fekszik Verebélyhez két mértföldnyire, határja jó.”
1828-ban 29 házában 203 lakos élt, akik főként mezőgazdaságból éltek.
A 19. század közepén Fényes Elek eképpen írja le: „Ény, (Inn), Bars m. tót-magyar falu, 216 kath., 9 evang., 20 ref. lak. F. u. többen. Ut. p. Léva.”
Borovszky Samu monográfiasorozatának Bars vármegyét tárgyaló része szerint: „Ény, a verebélyi járásban fekvő magyar és tót kisközség, hol azonban a magyarok többségben vannak. Vallásuk túlnyomóan róm. katholikus, számuk 331. E községről csak 1573-ban találunk említést, a mikor a törökök garázdálkodtak benne. Földesurai a XVII-XVIII. században a Kálnay, Balogh, Eördögh, Péli-Nagy családok és utóbb a Majthényiak voltak és ekkor Inny, később Inn alakban találjuk említve. Most Janicsek Nándorné, született Vandra Máriának van itt nagyobb birtoka. Postája Garamlök, távirója és vasúti állomása Alsóvárad.”
A trianoni diktátumig Bars vármegye Verebélyi járásához tartozott. 1938 és 1945 között újra Magyarország része volt.

## Népessége
| Év:            | 1994. | 2004.    | 2014.   | 2024.    |
| -------------- | ----- | -------- | ------- | -------- |
| Emberek száma: | 235   | 208      | 204     | 225      |
| Eltérés:       |       | -11,48 % | -1,92 % | +10,29 % |

| Év:            | 2023. | 2024.   |
| -------------- | ----- | ------- |
| Emberek száma: | 221   | 225     |
| Eltérés:       |       | +1,80 % |

1880-ban 326 lakosából 49 szlovák és 266 magyar anyanyelvű volt.
1890-ben 348-an lakták, ebből 72 szlovák és 267 magyar anyanyelvű.
1900-ban 331 lakosából 117 szlovák és 204 magyar anyanyelvű.
1910-ben 322 lakosából 181 szlovák, 133 magyar, 2 német és 6 egyéb anyanyelvű.
1921-ben 315-en lakták: 70 csehszlovák, 231 magyar.
1930-ban 346 lakosából 217 csehszlovák és 115 magyar volt.
1941-ben 320-an lakták, ebből 2 szlovák és 301 magyar.
1991-ben 259 lakosából 243 szlovák és 14 magyar volt.
2001-ben 209 lakosából 184 szlovák, 17 magyar.
2011-ben 200 lakosából 193 szlovák és 7 magyar.
2021-ben 229 lakosából 205 szlovák, 8 magyar, 3 (+3) egyéb és 13 ismeretlen nemzetiségű volt.

## Nevezetességei
- A Rózsafüzér királynője tiszteletére szentelt, római katolikus temploma 1866-ban épült.